# Мост Степана Разина
Мост Степа́на Ра́зина — автодорожный железобетонный рамный мост через Обводный канал в Адмиралтейском районе Санкт-Петербурга, соединяет Безымянный остров и левый берег канала.

## Расположение
Мост соединяет улицу Степана Разина и Лифляндскую улицу. 
Выше по течению находится Ново-Калинкин мост.
Ближайшая станция метрополитена (1,1 км) — «Нарвская».

## Название
С 1914 года мост назывался Эстляндским, по прежнему названию улицы Степана Разина. 6 октября 1923 года одновременно с улицей он был переименован в мост Стеньки Разина, в честь предводителя Крестьянской войны 1667–1671 гг. Степана Разина. 22 февраля 1939 года мост получил существующее название мост Степана Разина.

## История
В 1909 году на месте яличного перевоза был построен деревянный трёхпролётный проезжий мост балочно-подкосной системы. 
В 1941—1942 годах мост был частично разрушен артиллерийскими снарядами. Капитальный ремонт был проведен силами отдельного Ленинградского дорожно-мостового восстановительного батальона МПВО. В 1957 году по проекту, разработанному инженером «Дормостпроекта» Ароном Гутцайтом, мост перестроен в трёхпролётный с деревянными опорами, на которые опирались металлические балки.
Существующий железобетонный мост построен в 1977—1979 годах по проекту инженера института «Ленгипроинжпроект» А. Д. Гутцайта и архитектора В. М. Иванова. Строительство вело СУ-3 треста «Ленмостострой» под руководством главного инженера Л. Б. Гаврилова и старшего производителя работ В. Н. Степанова.

## Конструкция
Мост однопролётный железобетонный рамный. По своей конструкции мост схож с Ново-Каменным и Атаманским мостами. По статической схеме пролётное строение представляет собой трёхшарнирную раму. Жёстко заделанные в стенки на устоях балки-консоли, смыкаются в середине пролета посредством несовершенного шарнира. Шарниры устроены также и в основании «ног» рамы. Пролётное строение выполнено из сборных унифицированных железобетонных элементов двутаврового сечения и переменной высоты сечения. В поперечном сечении установлено 14 двутавровых балок через 1,24 м и 2 фасадные балки швеллерного сечения. Балки объединены между собой в уровне верхних поясов продольными швами омоноличивания и поперечными ригельными балками по концам консолей. Устои из монолитного железобетона на свайном ростверке из деревянных свай. «Ноги» рамы и поверхности устоев облицованы гранитными плитами. Расчётный пролет моста 35,2 м. Длина моста составляет 45,5 (38,3) м, ширина моста в осях перил — 20,4 м (из них 14 м ширина проезжей части и два тротуара по 3 м).
Мост предназначен для движения автотранспорта и пешеходов. Проезжая часть моста включает в себя 4 полосы для движения автотранспорта. Покрытие проезжей части и тротуаров — асфальтобетон. Тротуары на мосту устроены в повышенном уровне. Ограждения тротуаров от проезжей части отсутствуют. Перильное ограждение на мосту из чугунных литых секций простого рисунка. На устоях установлены гранитные тумбы.